# جون مستن
جون مستن (انگلیسی: June Maston; ۱۴ march ۱۹۲۸ – ۳ دسامبر ۲۰۰۴ (۷۶ ساله)) ورزشکار دو و میدانی اهل استرالیا بود.
وی در مسابقات کشوری و بین‌المللی در مجموع برندهٔ ۱ مدال نقره شده‌است.